# 5086 Demin
5086 Demin (1978 RH1) là một tiểu hành tinh vành đai chính được phát hiện ngày 5 tháng 9 năm 1978 bởi Chernykh, N. S. ở Nauchnyj.